# Potočani (Đulovac)
Potočani su naselje u Republici Hrvatskoj, u sastavu općine Đulovac, Bjelovarsko-bilogorska županija.

## Zemljopis
Potočani se nalaze na sjevernim brežuljcima Papuka, između sela Koreničana i Katinca.
Budući da selom prolazi mnogo potoka, zasigurno su po njima dobili i ime. Selo se nalazi na 218 metara nadmorske visine, zračnom linijom od Đulovca je udaljeno 4 km, a od Daruvara 14 km. Selo danas spada u općinu Đulovac.
Samo neki od potoka i vrela koji izviru u selu su: Zvijezda, Markovica, Popinac i Dreza, a uz prugu, u nizini, protječe rijeka Riječka nastala spajanjem Šandrovca i Krivaje.

## Stanovništvo
Prema popisu stanovništva iz 2001. godine, naselje je imalo 47 stanovnika te 24 obiteljskih kućanstava.
| broj stanovnika | 296   | 498   | 345   | 451   | 399   | 421   | 425   | 408   | 325   | 301   | 285   | 214   | 162   | 130   | 47    | 70    | 30    |
|                 | 1857. | 1869. | 1880. | 1890. | 1900. | 1910. | 1921. | 1931. | 1948. | 1953. | 1961. | 1971. | 1981. | 1991. | 2001. | 2011. | 2021. |

## Povijest
Šire područje na kojem se nalazi selo bilo je nastanjeno još u rimsko doba, a u srednjem vijeku u ovom, kao i u okolnim selima podno Stupčanice, živi vlaško stanovništvo. Vlasi su bili stočari, a ujedno i vrsni graničari, koji su čuvali Ilovu od austrijskih četa. Područje oko Ilove se zbog toga zvalo „Mala Vlaška“. Poslije, nakon slabljenja Turskog carstva, dio ovog stanovništva na nagovor austrijske vlasti odlazi na područje današnjeg Rovišća i drugih sela sjeverno od Bjelovara. Ipak većina stanovništva je ostala pod Papukom i nakon Turaka, sve se više povlačeći u brda koja su bogata šumom. Tako su sva ova sela danas u brdovitom kraju, a njihovi sokaci razgranati po svim brdskim usjeklinama i krčevinama.
Prema podacima Pravoslavne crkve, Pakračke eparhije, Potočani su spadali u Parohiju Katinci, današnji Katinac. Tako podaci govore da je selo 1702. godine imalo 9 domova, a 1779. godine 15. Postoje stanovita neslaganja u broju stanovnika što ga navodi Pakračka eparhija, i podataka od prvog službenog popisa stanovništva. Vjerojatno su razlog tome granice sela koje su u različitim popisima drugačije određene. Prvi popis stanovništva iz 1857. godine bilježi 296 stanovnika, a već 1869. godine 498 stanovnika, kada je selo ujedno i bilo najveće. Prema popisu iz 2001. godine selo ima samo 41 stanovnika. Uzrok su nedavna ratna zbivanja na ovom području. 1992. godine ovdje ne doseljava stanovništvo s Kosova, za razliku od drugih sela u okolici. Zbog toga je također broj stanovnika danas malen. Izgradnjom i asfaltiranjem ceste 1974. godine selo biva bolje povezano s Daruvarom. Nedugo nakon toga gradi se i željeznička stanica Potočani-Katinac.

## Gospodarstvo
Selo je pretežno smješteno na brdovitom terenu, a u nizini kojom protječe nekoliko potoka nalaze se plodne njive i livade. Iznad sela, na padinama su bili nekada šljivici i voćnjaci. Stanovništvo Potočana tradicionalno je bilo vezano uz poljoprivredu, najviše uz stočarstvo. Selo je imalo i jedan mlin uz rijeku Riječku. Ovo selo ima bogate prirodne resurse koji nikada nisu bili nimalo iskorišteni. Brdovit teren, očuvana priroda i bistri potoci dobar su preduvjet za lovni turizam, kojeg ovdje gotovo niti nema.

## Spomenici i znamenitosti
U selu se slavi Sveti Nikola.